# Slovenië op de Olympische Zomerspelen 2008
Slovenië nam deel aan de Olympische Zomerspelen 2008 in Peking, China. Slovenië debuteerde op de Zomerspelen in 1992 en deed in 2008 voor de vijfde keer mee. Wat betreft het aantal medailles waren dit de meest succesvolle Spelen. Er werd één medaille meer gewonnen dan in 2004. Het recordaantal goud uit 2000 werd niet geëvenaard.

## Medailleoverzicht
| Sport       | Olympiër        | Discipline                 | Medaille |
| ----------- | --------------- | -------------------------- | -------- |
| Atletiek    | Primož Kozmus   | kogelslingeren (m)         | Goud     |
| Zeilen      | Vasili Zbogar   | laser (m)                  | Zilver   |
| Zwemmen     | Sara Isakovič   | 200m vrije slag (v)        | Zilver   |
| Judo        | Lucija Polavder | +78kg (v)                  | Brons    |
| Schietsport | Rajmond Debevec | 50m geweer 3 houdingen (m) | Brons    |

## Resultaten en deelnemers

### Atletiek
| Olympiër           | Onderdeel                | Resultaat | Prestatie |
| ------------------ | ------------------------ | --------- | --- |
| Matic Osovnikar    | 100m (m)                 | 22e       | serie 9: 3de in 10,46 kwartfinale 3: 6de in 10,24 |
| Matic Osovnikar    | 200m (m)                 | 27e       | serie 3: 4de in 20,89 kwartfinale 2: 8ste in 20,95 |
| Damjan Zlatnar     | 110m horden (m)          | DNF       | serie 2: 7de in 13,84 kwartfinale 4: niet gestart |
| Boštjan Buč        | 3000m steeplechase (m)   | 16e       | serie 2: 8ste in 8.21,24 |
| Roman Kejžar       | marathon (m)             | 67e       | 2:29.37 |
| Rožle Prezelj      | hoogspringen (m)         | 12e       | kwalificatie groep A: 5de met 2,25m finale: 12de met 2,20m |
| Jurij Rovan        | polsstokhoogspringen (m) | 32e       | kwalificatie groep A: 14de met 5,30m |
| Miran Vodovnik     | kogelstoten (m)          | 20e       | kwalificatie groep B: 11de met 19,81m |
| Matija Kranjc      | speerwerpen (m)          | 31e       | kwalificatie groep B: 15de met 71,00m |
| Primož Kozmus      | kogelslingeren (m)       | Goud      | kwalificatie groep B: 2de met 79,44m finale: 1ste met 82,02m |
| Damjan Sitar       | tienkamp (m)             | 22e       | 100m: 26ste in 11,21 verspringen: 13de met 7,25m kogelstoten: 34ste met 12,41m hoogspringen: 5de met 2,05m 400m: 21ste in 50,10 110m horden: 23ste in 15,03 discuswerpen: 26ste met 39,25m polsstokhoogspringen: 21ste met 4,00m speerwerpen: 23ste met 47,23m 1500m: 9de in 4.37,37 totaal: 7336 punten |
|                    |                          |           | |
| Pia Tajnikar       | 100m (v)                 | 49e       | serie 7: 5de in 11,82 |
| Sabina Veit        | 200m (v)                 | 34e       | serie 3: 5de in 23,62 |
| Brigita Langerholc | 800m (v)                 | 18e       | serie 6: 3de in 2.00,13 halve finale 1: 7de in 2.00,00 |
| Sonja Roman        | 1500m (v)                | 18e       | serie 3: 8ste in 4.08,52 |
| Nina Kolarič       | verspringen (v)          | 27e       | kwalificatie groep A: 14de met 6,40m |
| Marija Šestak      | hink-stap-springen (v)   | 4e        | kwalificatie groep A: 5de met 14,44m finale: 4de met 15,03m (NR) |
| Martina Ratej      | speerwerpen (v)          | 37e       | kwalificatie groep A: 18de met 55,30m |

### Badminton
| Olympiër   | Onderdeel     | Resultaat | Prestatie                                                     |
| ---------- | ------------- | --------- | ------------------------------------------------------------- |
| Maja Tvrdy | enkelspel (v) | 22e       | 1ste ronde: vrij 2de ronde: V van BLR Roj: 0-2 (17-21, 14-21) |

### Gymnastiek
| Olympiër        | Onderdeel | Resultaat | Prestatie                                                         |
| --------------- | --------- | --------- | ----------------------------------------------------------------- |
| Mitja Petkovšek | brug (m)  | 5e        | kwalificatie: 5de met 16,125 punten finale: 5de met 15,725 punten |
|                 |           |           |                                                                   |
| Adela Šajn      | balk (v)  | 56e       | kwalificatie: 56ste met 13,700 punten                             |
| Adela Šajn      | vloer (v) | 63e       | kwalificatie: 63ste met 14,100 punten                             |

### Judo
| Olympiër        | Onderdeel  | Resultaat | Prestatie |
| --------------- | ---------- | --------- | --- |
| Rok Drakšič     | -60kg (m)  | 21e       | 1ste ronde: vrij 2de ronde: V van IRI Akhondzadeh: waza-ari |
| Aljaž Sedej     | -81kg (m)  | 21e       | 1ste ronde: vrij 2de ronde: V van IRI Malekmohammadi: ippon |
| Matjaž Ceraj    | +100kg (m) | 33e       | 1ste ronde: V van BLR Rybak: ippon |
|                 |            |           | |
| Urška Žolnir    | -63kg (v)  | 7e        | 1ste ronde: V van FRA Décosse: ippon herkansingen: W van ISR Schlesinger: ippon herkansingen 2: W van GER von Harnier: waza-ari herkansingen 3: V van NED Willeboordse: koka |
| Lucija Polavder | +78kg (v)  | Brons     | 1ste ronde: vrij 2de ronde: W van KAZ Issanova: ippon kwartfinale: W van MGL Tserenkhand: ipon halve finale: V van JPN Tsukada: ippon bronzen finale: W van KOR Kim: koka    |

### Kanovaren
| Olympiër               | Onderdeel     | Resultaat | Prestatie                                                                               |
| Slalom                 | Slalom        | Slalom    | Slalom                                                                                  |
| ---------------------- | ------------- | --------- | --------------------------------------------------------------------------------------- |
| Peter Kauzer           | K-1 (m)       | 13e       | kwalificatie: 1ste run 1: 1ste in 81,79 run 2: 5de in 84,70 halve finale: 13de in 85,42 |
| Vlakwater              |               |           |                                                                                         |
| Jernej Zupančič Regent | K-1 1000m (m) | 15e       | serie 2: 4de in 3.33,289 halve finale 1: 6de in 3.41,730                                |
|                        |               |           |                                                                                         |
| Špela Ponomarenko      | K-1 500m (v)  | 6e        | serie 3: 3de in 1.49,973 halve finale 2: 3de in 1.53,812 finale: 6de in 1.52,363        |

### Roeien
| Olympiër                                               | Onderdeel       | Resultaat | Prestatie                                                                       |
| ------------------------------------------------------ | --------------- | --------- | ------------------------------------------------------------------------------- |
| Iztok Čop Luka Špik                                    | dubbel-twee (m) | 6e        | serie 3: 3de in 6.39,49 halve finale 1:' 2de in 6.23,81 finale: 6de in 6.33,96  |
| Gašper Fistravec Janez Jurše Jernej Jurše Janez Zupanc | dubbel-vier (m) | 13e       | serie 3: 4de in 5.57,02 herkansingen: 4de in 6.12,64                            |
| Rok Kolander Miha Pirih Tomaž Pirih Rok Rozman         | dubbel-vier (m) | 4e        | serie 2: 3de in 6.03,78 halve finale 2:' 1ste in 5.56,08 finale: 4de in 6.11,62 |

### Schietsport
| Olympiër        | Onderdeel                  | Resultaat | Prestatie                                                                      |
| --------------- | -------------------------- | --------- | ------------------------------------------------------------------------------ |
| Rajmond Debevec | 10m luchtgeweer (m)        | 31e       | kwalificatie: 31ste met 589 punten (96-97-100-99-99-98)                        |
| Rajmond Debevec | 50m geweer 3 houdingen (m) | Brons     | kwalificatie: 1ste met 1167 punten (399-386-391) finale: 3de met 1271,7 punten |
| Rajmond Debevec | 50m geweer liggend (m)     | 21e       | kwalificatie: 21ste met 592 punten (99-99-97-100-99-98)                        |

### Tafeltennis
| Olympiër    | Onderdeel     | Resultaat | Prestatie |
| ----------- | ------------- | --------- | --- |
| Bojan Tokič | enkelspel (m) | 17e       | voorronde: vrij 1ste ronde: vrij 2de ronde: W van ITA Bobocica: 4-3 (14-12, 6-11, 5-11, 11-8, 11-9, 8-11, 11-6) 3de ronde: V van CHN Ma: 1-4 (5-11, 6-11, 8-11, 11-9, 5-11) |

### Wielersport
| Olympiër        | Onderdeel        | Resultaat    | Prestatie      |
| Mountainbike    | Mountainbike     | Mountainbike | Mountainbike   |
| --------------- | ---------------- | ------------ | -------------- |
| Blaža Klemenčič | vrouwen          | 23e          | 1:39:42        |
| Weg             |                  |              |                |
| Simon Špilak    | tijdrit (m)      | 28e          | 1:07.35        |
| Borut Božič     | wegwedstrijd (m) | DNF          | niet gefinisht |
| Jure Golčer     | wegwedstrijd (m) | 61e          | 6:34.26        |
| Simon Špilak    | wegwedstrijd (m) | DNF          | niet gefinisht |
| Tadej Valjavec  | wegwedstrijd (m) | 35e          | 6:26.17        |
|                 |                  |              |                |
| Sigrid Corneo   | wegwedstrijd (v) | 49e          | 3:39.29        |

### Zeilen
| Olympiër                    | Onderdeel | Resultaat | Prestatie                                  |
| --------------------------- | --------- | --------- | ------------------------------------------ |
| Vasilij Žbogar              | laser (m) | Zilver    | 71 punten: (24-4-14-6-2-11-18-1-11-4)      |
| Karlo Hmeljak Mitja Nevečny | 470 (m)   | 18e       | 139 punten: (3-11-19-10-18-DSQ-25-20-25-8) |
|                             |           |           |                                            |
| Vesna Dekleva Klara Maučec  | 470 (v)   | 13e       | 92 punten: (DSQ-3-8-16-12-3-15-18-14-3)    |
|                             |           |           |                                            |
| Gašper Vinčec               | finn      | 7e        | 72 punten: (9-11-6-5-3-13-8-10-20<)        |

### Zwemmen
| Olympiër       | Onderdeel            | Resultaat | Prestatie                                                                                 |
| -------------- | -------------------- | --------- | ----------------------------------------------------------------------------------------- |
| Jernej Godec   | 50m vrije slag (m)   | 18e       | serie 10: 1ste in 22,21                                                                   |
| Peter Mankoč   | 100m vrije slag (m)  | 31e       | serie 4: 3de in 49,33                                                                     |
| Luka Turk      | 400m vrije slag (m)  | DNS       | serie 2: niet gestart                                                                     |
| Damir Dugonjič | 100m schoolslag (m)  | 16e       | serie 6: 1ste in 1.00,35 halve finale 2: 8ste in 1.00,92                                  |
| Matjaž Markič  | 100m schoolslag (m)  | 24e       | serie 6: 3de in 1.01,31                                                                   |
| Peter Mankoč   | 100m vlinderslag (m) | 10e       | serie 9: 4de in 51,24 (NR) halve finale 2: 5de in 51,80                                   |
|                |                      |           |                                                                                           |
| Nina Sovinek   | 50m vrije slag (v)   | 43e       | serie 7: 4de in 26,49                                                                     |
| Nina Sovinek   | 100m vrije slag (v)  | 44e       | serie 3: 8ste in 57,30                                                                    |
| Sara Isakovič  | 200m vrije slag (v)  | Zilver    | serie 5: 1ste in 1.55,86 (NR) halve finale 1: 1ste in 1.56,50 finale: 2de in 1.54,97 (NR) |
| Anja Čarman    | 100m rugslag (v)     | 26e       | serie 4: 4de in 1.02,21                                                                   |
| Anja Čarman    | 200m rugslag (v)     | 16e       | serie 3: 5de in 2.10,49 (NR) halve finale 2: 8ste in 2.12,46                              |
| Sara Isakovič  | 100m vlinderslag (v) | 20e       | serie 4: 5de in 58,68 (NR)                                                                |
| Sara Isakovič  | 200m vlinderslag (v) | DNS       | serie 3: niet gestart                                                                     |
| Anja Klinar    | 200m wisselslag (v)  | 25e       | serie 2: 4de in 2.15,39                                                                   |
| Anja Klinar    | 400m wisselslag (v)  | 16e       | serie 5: 6de in 4.38,90                                                                   |
| Teja Zupan     | 10km open water (v)  | 12e       | 1:55.44,7                                                                                 |

Afghanistan · Albanië · Algerije · Amerikaanse Maagdeneilanden · Amerikaans-Samoa · Andorra · Angola · Antigua en Barbuda · Argentinië · Armenië · Aruba · Australië · Azerbeidzjan · Bahama's · Bahrein · Bangladesh · Barbados · België · Belize · Benin · Bermuda · Bhutan · Bolivia · Bosnië en Herzegovina · Botswana · Brazilië · Britse Maagdeneilanden · Bulgarije · Burkina Faso · Burundi · Cambodja · Canada · Centraal-Afrikaanse Republiek · Chili · China · Chinees Taipei · Colombia · Comoren · Congo-Brazzaville · Congo-Kinshasa · Cookeilanden · Costa Rica · Cuba · Cyprus · Denemarken · Djibouti · Dominica · Dominicaanse Republiek · Duitsland · Ecuador · Egypte · El Salvador · Equatoriaal-Guinea · Eritrea · Estland · Ethiopië · Fiji · Filipijnen · Finland · Frankrijk · Gabon · Gambia · Georgië · Ghana · Grenada · Griekenland · Groot-Brittannië · Guam · Guatemala · Guinee · Guinee‑Bissau · Guyana · Haïti · Honduras · Hongarije · Hongkong · Ierland · IJsland · India · Indonesië · Irak · Iran · Israël · Italië · Ivoorkust · Jamaica · Japan · Jemen · Jordanië · Kaaimaneilanden · Kaapverdië · Kameroen · Kazachstan · Kenia · Kirgizië · Kiribati · Koeweit · Kroatië · Laos · Lesotho · Letland · Libanon · Liberia · Libië · Liechtenstein · Litouwen · Luxemburg · Macedonië · Madagaskar · Malawi · Malediven · Maleisië · Mali · Malta · Marshalleilanden · Marokko · Mauritanië · Mauritius · Mexico · Micronesië · Moldavië · Monaco · Mongolië · Montenegro · Mozambique · Myanmar · Namibië · Nauru · Nederland · Nederlandse Antillen · Nepal · Nicaragua · Nieuw-Zeeland · Niger · Nigeria · Noord-Korea · Noorwegen · Oeganda · Oekraïne · Oezbekistan · Oman · Oostenrijk · Oost‑Timor · Pakistan · Palau · Palestina · Panama · Papoea-Nieuw-Guinea · Paraguay · Peru · Polen · Portugal · Puerto Rico · Qatar · Roemenië · Rusland · Rwanda · Saint Kitts en Nevis · Saint Lucia · Saint Vincent en Grenadines · Salomonseilanden · Samoa · San Marino · Sao Tomé en Principe · Saoedi-Arabië · Senegal · Servië · Seychellen · Sierra Leone · Singapore · Slovenië · Slowakije · Soedan · Somalië · Spanje · Sri Lanka · Suriname · Swaziland · Syrië · Tadzjikistan · Tanzania · Thailand · Togo · Tonga · Trinidad en Tobago · Tsjaad · Tsjechië · Tunesië · Turkije · Turkmenistan · Tuvalu · Uruguay · Vanuatu · Venezuela · Verenigde Arabische Emiraten · Verenigde Staten · Vietnam · Wit-Rusland · Zambia · Zimbabwe · Zuid-Afrika · Zuid-Korea · Zweden · Zwitserland
Uitgesloten van deelname: Brunei